# Circuito di Sant'Urbano
Le Circuito di Sant'Urbano est une course cycliste italienne disputée à Sant'Urbano, en Vénétie. Créée en 1934, elle est organisée par le Circolo Sportivo Pianzano depuis 1947.
Durant son existence, cette épreuve fait partie du calendrier régional de la Fédération cycliste italienne, en catégorie 1.19. Elle est par conséquent réservée aux coureurs espoirs (moins de 23 ans) ainsi qu'aux élites sans contrat. 

## Présentation
La course est créée en 1934 par un groupe de passionnés de cyclisme. 
Des cyclistes italiens réputés comme Vito Favero, Angelo Furlan, Danilo Napolitano, Jacopo Guarnieri, Matteo Pelucchi ou Giacomo Nizzolo s'y sont imposés.

## Palmarès
| Année     | Vainqueur             | Deuxième           | Troisième           |
| --------- | --------------------- | ------------------ | ------------------- |
| 1934      | Angelo Zanette        |                    |                     |
| 1935      | Antonio Scandalo      |                    |                     |
| 1936      | Antonio Battistella   |                    |                     |
| 1937      | Giuseppe Piccoli      |                    |                     |
| 1938      | Giorgio Talamo        |                    |                     |
| 1939      | Giovanni Roman        |                    |                     |
| 1940      | Tullio Bizzarro       |                    |                     |
| 1941      | Giovanni Magagnin     |                    |                     |
| 1942      | Giovanni Magagnin     |                    |                     |
| 1943-1944 | non disputé           | non disputé        | non disputé         |
| 1945      | Italo De Zan          |                    |                     |
| 1946      | Olimpio Peccolo       |                    |                     |
| 1947      | Domenico De Zan       |                    |                     |
| 1948      | Remo Fornasiero       |                    |                     |
| 1949      | Gianni Roma           |                    |                     |
| 1950      | Andrea Barro (it)     |                    |                     |
| 1951      | Tullio Archiutti      |                    |                     |
| 1952      | Ezio Visentin         |                    |                     |
| 1953      | Giacomo Bergamaschi   |                    |                     |
| 1954      | Vito Favero           |                    |                     |
| 1955      | Germano Padoan        |                    |                     |
| 1956      | Valentino Gasparella  |                    |                     |
| 1957      | Mario Vallotto        |                    |                     |
| 1958      | Valentino Gasparella  |                    |                     |
| 1959      | Mariano Farinea       |                    |                     |
| 1960      | Luigi Meschiutti      |                    |                     |
| 1961      | Vito Zanin            |                    |                     |
| 1962      | Mario Zanin           |                    |                     |
| 1963      | Luigi Zanchetta (it)  |                    |                     |
| 1964      | Tiziano Galvanin      |                    |                     |
| 1965      | Claudio Zanchetta     |                    |                     |
| 1966      | Pasquale Zanatta      |                    |                     |
| 1967      | Pasquale Zanatta      |                    |                     |
| 1968      | Emilio Santantonio    |                    |                     |
| 1969      | Pietro Poloni         |                    |                     |
| 1970      | non disputé           | non disputé        | non disputé         |
| 1971      | Alessio Peccolo       |                    |                     |
| 1972      | Mario Da Ros          |                    |                     |
| 1973      | Franco Vian           |                    |                     |
| 1974      | Adriano Brunello      |                    |                     |
| 1975      | Eddy Degano           |                    |                     |
| 1976      | Alessandro Bettoni    |                    |                     |
| 1977      | Flavio Martini        |                    |                     |
| 1978      | Renato Scolaro        |                    |                     |
| 1979      | Gualtiero Perusi      |                    |                     |
| 1980      | Giovanni Moro (it)    |                    |                     |
| 1981      | Carlo Tonon           |                    |                     |
| 1982      | Renis Mosole          |                    |                     |
| 1983      | Gianni Barazza        |                    |                     |
| 1984      | Roberto Galli         |                    |                     |
| 1985      | Patrick Serra         |                    |                     |
| 1986      | Flavio Dona           |                    |                     |
| 1987      | Andrea Sartori        |                    |                     |
| 1988      | Luigi Tessaro         |                    |                     |
| 1989      | Alessio Ballin        |                    |                     |
| 1990      | Rudy Carnelos         |                    |                     |
| 1991      | Freddy Sorgato        |                    |                     |
| 1992      | Rudy Carnelos         |                    |                     |
| 1993      | Rudy Carnelos         |                    |                     |
| 1994      | Alessandro Tresin     |                    |                     |
| 1995      | Mirko Rossato         |                    |                     |
| 1996      | Mauro Trentini        |                    |                     |
| 1997      | Maurizio Semprini     |                    |                     |
| 1998      | Kurt Asle Arvesen     |                    |                     |
| 1999      | Angelo Furlan         |                    |                     |
| 2000      | Michele Sartor        | Angelo Furlan      | Enrico Grigoli      |
| 2001      | Danilo Napolitano     |                    |                     |
| 2002      | Marco Endrizzi        |                    |                     |
| 2003      | Danilo Napolitano     | Mauro Busato       | Agostino Visconti   |
| 2004      | Jonathan Righetto     | Matej Mugerli      | Alessandro Bertuola |
| 2005      | Alberto Curtolo       | Marco Gelain       | Emiliano Donadello  |
| 2006      | Fabrizio Amerighi     | Daniele Zuanon     | Stefano Basso       |
| 2007      | Jacopo Guarnieri      | Mauro Abel Richeze | Andrea Piechele     |
| 2008      | Alessandro Bernardini | Michele Merlo      | Matteo Busato       |
| 2009      | Matteo Pelucchi       | Davide Gomirato    | Marco Gaggia        |
| 2010      | Giacomo Nizzolo       | Marco Benfatto     | Edoardo Costanzi    |
| 2011      | Filippo Fortin        | Alex Buttazzoni    | Paolo Simion        |
| 2012      | Rino Gasparrini       | Andrea Dal Col     | Marco Gaggia        |
| 2013      | Juan Ignacio Curuchet | Marlen Zmorka      | Mattia Mosole       |
| 2014      | Nicolas Marini        | Jakub Mareczko     | Davide Gomirato     |
| 2015      | Francesco Lamon       | Riccardo Minali    | Marco Gaggia        |
| 2016      | Rino Gasparrini       | Francesco Lamon    | Riccardo Minali     |
| 2017      | Michael Bresciani     | Rino Gasparrini    | Attilio Viviani     |
| 2018      | Moreno Marchetti      | Giovanni Lonardi   | Enrico Zanoncello   |
| 2019      | Stefano Moro          | Enrico Zanoncello  | Stefano Cerisara    |